# Европски дан језика
Европски дан језика обележава се 26. септембра сваке године. Установљен је од стране Савета Европе 6. децембра 2001. године на Европској години језика. Слави језички диверзитет Европе.

## Европски језици

### Породица европских језика
Породицу европских језика чини више од 220 аутохтоних језика. То је око три процента укупног броја језика у свету.

### Порекло европских језика
Највећи број европских језика су индоевропског порекла, док су други по бројности угро-фински језици.

## Европска година језика
Година 2001. проглашена је за Европску годину језика. Европску годину језика организовале су Савет Европе и Европска унија. Захваљујући успеху дошло се на идеју да се једном годишње обележава Европски дан језика кроз низ активности и пројеката у свих 46 држава чланица Савета Европе.

## Циљеви Европског дана језика
Општи циљеви Европског дана језика су:
1. Информисање јавности о значају учења језика и проширивање палете језика у циљу повећавања степена вишејезичности и међукултуролошког разумевања;
2. Промовисање језичког и културолошког богатства Европе, које мора бити очувано и развијано;
3. Подржавање целоживотног учења језика, како у оквиру школа, тако и ван њих, било за потребе школе, посла, мобилности или из задовољства и за  размену искуства

## Циљна група
Овај Дан обележавају надлежни органи држава чланица и потенцијални партнери.
Друштво за стране језике и књижевности Србије заједно са Друштвом школских библиотекара су позвали све школе да се прикључе обележавању Европског дана језика.
- Творци прописа (посебне мере или дискусије о језичким проблемима)
- Општа јавност (подизање свести о општим циљевима Дана, укључујући улогу доживотног учења без ограничења у годинама како у школском тако и у пословном окружењу)
- Волонтерски сектор